# Борсуки (Березинський район)
Борсуки (біл. Барсукі) — село в складі Березинського району Мінської області, Білорусь. Село підпорядковане Погостівській сільській раді, розташоване в східній частині області.